# 9774 Annjudge
9774 Annjudge (1993 NO) là một tiểu hành tinh vành đai chính được phát hiện ngày 12 tháng 7 năm 1993 bởi E. W. Elst ở Đài thiên văn Nam Âu.